# Karl August Milde
Karl August Milde (né le 14 septembre 1805 à Breslau et mort le 24 août 1861 à Bad Salzbrunn) est un industriel et homme politique prussien. Il occupe notamment les fonctions de président de l'assemblée nationale prussienne et de ministre de commerce de Prusse.

## Formation et carrière professionnelle
Milde est fils du tisseur Karl Johann Milde (1779-1865) et de sa femme Dorothea (1781-1868). Il suit une formation à l'institut de l'industrie de Berlin, qui vient d'ouvrir ses portes. Avec le chimiste Friedlieb Ferdinand Runge, il effectue un voyage d'étude en France, Suisse et en Grande-Bretagne. Il retourne brièvement en Allemagne en 1826 avant de retourner en Angleterre travailler dans un complexe industriel. Il y devient un libéral convaincu, favorable à la mise en place de constitution en Allemagne.
Karl August Milde revient à Breslau en 1830 et prend les rênes de l'entreprise familiale. Il la transforme en la plus grosse tisserie de coton de la ville et de Silésie. C'est une des plus importantes de tout le Zollverein.

## Carrière politique
Il commence sa carrière politique en tant que conseiller municipal en 1831. Il devient ensuite membre du parlement provincial de Silésie (de) entre 1841 et 1847. Il y défend le droit à la participation politique, tel qu'il est présenté dans les réformes prussiennes. En 1841, sur demande de la ville de Breslau, il y réclame la mise en place d'un parlement national, comme la loi du 22 mai 1815 le prévoit. Les menaces du gouvernement ne lui font pas changer de posture. En 1845, toujours devant le parlement provincial, il appelle même à la dissolution de la police secrète prussienne (de).
Quand le parlement uni prussien est convoqué en 1847, Milde est une figure de proue de l'opposition libérale. Le droit d'interpellation est proclamé grâce à son initiative. Il met en avant sa connaissance des entreprises et propose la création de ministère de l'agriculture, du commerce et de l'industrie. Quand la question de la place des juifs dans la société est débattue, il déclare qu'on ne peut pas commencer à discuter de la liberté de conscience et de croyance si au préalable les juifs ne sont pas des citoyens à part entière dotés de droits politiques. Autrement dit, il considère que la loi prussienne sur l'émancipation des juifs de 1812 (de) doit tout d'abord être appliquer à l'ensemble du royaume. Il souhaite l'assimilation totale des juifs : les juifs doivent devenir des Prussiens et des Allemands comme les autres. Il rejette de fait l'idée que la Prusse soit un État chrétien et réclame que la judaïcité soit accepter par l'État.

## Durant la révolution de mars
Durant la révolution de mars 1848, Milde est élu à l'assemblée nationale prussienne nouvellement créée. Au côté de Peter Reichensperger, il est le meneur des libéraux de droites. Il est élu président le 26 mai et succède donc au doyen Theodor von Schön à ce poste. Il remplit son rôle de manière compétente et n'impose pas son opinion durant les séances. Après la chute du gouvernement Camphausen-Hansemann, ce dernier joue de son influence pour faire entrer Milde dans le nouveau cabinet dirigé par Rudolf von Auerswald.
Von Milde devient donc ministre du commerce en juin 1848. Son action est cependant limitée, le gouvernement devant démissionner dès septembre 1848. On peut mettre à son crédit l'idée de nationaliser les chemins de fer. De manière générale, il souhaite renforcer des secteurs en difficulté ou émergents grâce à l'intervention de l'État. Il fonde au même moment, la Dresdner Zeitung (de), le journal de Dresde, afin de défendre la monarchie constitutionnelle et le royaume contre les « attaques incontrôlées de la démocratie et de l'anarchie,. » Il fait partie de l'assemblée nationale jusqu'à sa dissolution. En 1849, il est nommé à la chambre des seigneurs de Prusse.

## Entrepreneur dans les chemins de fer et député
Au début des années 1850, Milde fait la demande de la mise en construction d'une ligne de chemin de fer entre Posen et Glogau. En 1858, il devient directeur du chemin de fer de Varsovie-Vienne (de). Il est également membre de la chambre de commerce de Breslau de 1849 à 1859.
Sur le plan politique, il occupe un mandat à la chambre des représentants de Prusse de 1851 à 1861. Il fait partie du centre, puis de la gauche ainsi que des anciens libéraux. Durant l'ère réactionnaire, il est donc dans l'opposition. Néanmoins durant le conflit constitutionnel prussien, il a une opinion différente de la majorité des libéraux en ce qui concerne la loi militaire.
Peu après sa mort, il obtient un doctorat honorifique de l'université de Breslau. En 1863, sa fille Luise (1841-1923) épouse le professeur de droit Hermann von Schulze-Gävernitz (de) (1824–1888).

### Citations originales
1. ↑  « überfließenden Angriffe der Demokratie und der Anarchie »